# جان شهیدی
جان شهیدی تاجر آمریکایی، توسعه دهنده نرم‌افزار، مدیر و تهیه‌کننده است. شهیدی شاتز استدیوز را راه اندازی کرد، یک شرکت مدیریتی که محتوا تولید می‌کند و به عنوان استودیوی خلاق برای استعدادهای برتر اینترنتی از جمله رودی منکوسو، لی‌لی پونز، انور جیباوی فعالیت می‌کند.
در سال ۲۰۰۹، او و برادرش سام شرکت توسعه بازی‌های ویدئویی راکلایو را راه اندازی کردند و در آنجا آنها بازی‌های موبایل را برای ورزشکارانی چون کریستیانو رونالدو و مایک تایسون ساختند. در سال ۲۰۱۳ راکلایو قبل از تبدیل شدن به شاتز استدیوز در سال ۲۰۱۵ به شاتز موبایل تبدیل شد.
شهیدی همچنین تهیه‌کننده سریال‌های تلویزیونی Vai Anitta در نتفلیکس و زندگی رازآلود لی‌لی پونز در یوتیوب است.

## اوایل زندگی
جان شهیدی در یک خانواده کرد ایرانی در لس آنجلس، کالیفرنیا متولد شد.